# Клубина
Клубина (слч. Klubina) насељено је мјесто са административним статусом сеоске општине (слч. obec) у округу Чадца, у Жилинском крају, Словачка Република.

## Становништво
| Година:    | 1994. | 2004.   | 2014.   | 2024.   |
| ---------- | ----- | ------- | ------- | ------- |
| Број људи: | 522   | 516     | 544     | 555     |
| Разлика:   |       | -1,14 % | +5,42 % | +2,02 % |

| Година:    | 2023. | 2024.   |
| ---------- | ----- | ------- |
| Број људи: | 544   | 555     |
| Разлика:   |       | +2,02 % |

Према подацима о броју становника из 2024. године насеље је имало 555 становника.